# Природні інтерметаліди
Природні інтерметаліди — в мінералогії — гомоатомні сполуки, що складаються лише з металів і виникають у системах, утворених з металів, напр., поліксен — (Pt, Fe), осмірид — (Ir, Os) та ін. Для цих сполук особливо характерна велика здатність до утворення твердих розчинів, що часто утруднює встановлення стехіометричних формул. В інтерметалічних сполуках змінного складу спостерігається тенденція до утворення деякого впорядкування (надструктури).